# قضیه اندیس عطیه-سینگر
در هندسه دیفرانسیل، قضیه اندیس عطیه-سینگر (به انگلیسی: Atiyah-Singer Index Theorem)، توسط مایکل عطیه و ایسادور سینگر اثبات شد. این قضیه بیان می‌دارد که برای یک عملگر دیفرانسیل بیضوی روی یک منیفلد فشرده، اندیس تحلیلی (مربوط به بعد فضای جواب‌ها) برابر با اندیس توپولوژیکی (که برحسب داده‌های توپولوژیکی تعریف می‌شود) است. این قضیه، بسیاری از قضایای دیگری چون قضیه چرن-گاوس-بونت و قضیه ریمان-رخ را به عنوان حالت‌های خاص دربر گرفته و کاربردهایی در فیزیک نظری دارد.

## تاریخچه
مسئله اندیس برای عملگرهای دیفرانسیلی بیضوی، توسط ایزرائیل گلفاند مطرح شد. او متوجه ناوردای هموتوپی این اندیس شده و در مورد فرمولی برای آن به کمک ناورداهای توپولوژیکی طرح سؤال نمود. برخی از مثال‌های انگیزه‌بخش شامل قضیه ریمان-رخ و تعمیم آن یعنی قضیه هیرزبروخ-ریمان-رخ و قضیه علامت هیرزبروخ است. فردریش هیرزبروخ و آرمند بورل یکپارچگی Â-گونای (Â genus) یک منیفلد اسپینی را اثبات نموده و عطیه پیشنهاد کرد که این یکپارچگی را می‌توان توضیح داد، به شرطی که اندیس عملگر دیراک باشد (که توسط عطیه و سینگر در ۱۹۶۱ میلادی مجدداً کشف شد).
قضیه عطیه-سینگر در ۱۹۶۳ میلادی اعلام شد. طرح کلی اثبات آن در این اعلامیه ترسیم شده بود، در حالی که هیچگاه توسط آن‌ها منتشر نشد، با این حال در کتاب پالیس ظاهر شده‌است. همچنین طرح کلی این اثبات در سمینار کارتان-شوارتز به سال‌های ۱۹۶۳–۱۹۶۴ میلادی نیز پدیدار شده‌است. این سمینار در پاریس و همزمان با سمیناری به رهبری ریچارد پالیس در دانشگاه پرینستون برگزار شد. آخرین سخنرانی در پاریس توسط عطیه و در مورد منیفلدهای مرزدار صورت پذیرفت. اولین اثبات منتشر نشده‌شان، نظریه کوبوردیسم از اولین اثبات را با K-نظریه (نظریه کا) جایگزین کرده و از آن جهت ارائه تعمیم‌های مختلفی در سلسله مقالات دیگر استفاده نمودند.
- ۱۹۶۵: سرگئی نوویکوف نتایجش در مورد ناوردایی توپولوژیکی رده‌های پونتریجینِ گویا روی منیفلدهای هموار را منتشر نمود.[۸]
- نتایج روبیون کیربی و لارن سی. سیبنمن،[۹] در ترکیب با مقاله رنه تام،[۱۰] وجود رده‌های پونتریجین گویا روی منیفلدهای توپولوژیکی را اثبات کردند.
- ۱۹۶۹: مایکل عطیه در این سال، عملگرهای بیضوی مجرد را بر روی فضاهای متریک دلخواه تعریف می‌کند. عملگرهای بیضوی مجرد در نظریه کاسپاروف و هندسه دیفرانسیل ناجابجایی کن (Connes)، نقش مهمی پیدا کردند.[۱۱]
- ۱۹۷۱: ایسادور سیگر برنامه جامعی برای توسعه‌های آینده از نظریه اندیس پیشنهاد می‌دهد.[۱۲]
- ۱۹۷۲: گنادی جی. کاسپاروف، اثر خود را در ارتباط با تحقق K-همولوژی (همولوژی کا) توسط عملگرهای بیضوی مجرد را منتشر می‌کند.[۱۳]
- ۱۹۷۳: عطیه، رائول بات و ویجی پاتودی، اثبات جدیدی برای قضیه اندیس ارائه نمودند[۱۴] که در آن از معادله گرمای توصیف شده در مقاله ای توسط ملروز،[۱۵] استفاده شده‌است.
- ۱۹۷۷: دنیس سالیوان، قضیه خود در ارتباط با وجود و یکتایی ساختارهای لیپشیتز و شبه-همدیس روی منیفلدهای توپولوژیکی از بعدی غیر از ۴ را بنا نهاد.[۱۶]
- ۱۹۸۳: ازرا گتزر[۱۷] از ایده‌های ادوارد ویتن[۱۸] و لوئیس آلوارز-گاوم ایده گرفت و اثبات کوتاهی از قضیه اندیس موضعی برای عملگرهایی که موضعاً عملگرهای دیراک اند ارائه نمود؛ این اثبات، بسیاری از حالت‌های مفید را پوشش می‌داد.
- ۱۹۸۳: نیکولا تلمن اثبات کرد که اندیس‌های تحلیلی از عملگرهای علامتی که مقادیرشان در کلاف‌های برداری قرار دارند، ناورداهای توپولوژیکی می‌باشند.[۱۹]
- ۱۹۸۴: تلمن قضیه اندیس را بر روی منیفلدهای توپولوژیکی مستقر می‌سازد.[۲۰]
- ۱۹۸۶: الن کن، مقاله بنیادینش را در ارتباط با هندسه ناجابجایی منتشر می‌کند.[۲۱]
- ۱۹۸۹: سایمون کی. دونالدسون و سولیوان، نظریه یانگ-میلز در مورد منیفلدهای شبه-همدیس از بعد ۴ را مطالعه می‌کند. آنها بر روی فرم‌های دیفرانسیلی از درجه ۲، عملگر علامت {\displaystyle S} تعریف نمودند.[۲۲]
- ۱۹۹۰: کن (Connes) و هنری موسکوویچ، فرمول اندیس موضعی را در بستر هندسه ناجابه‌جایی اثبات نمودند.[۲۳]
- ۱۹۹۴: کن (Connes)، سالیوان و تلمن، قضیه اندیس را برای عملگرهای علامت روی منیفلدهای شبه-همدیس اثبات نمودند.[۲۴]

## ارجاعات
1. 1 2  Atiyah & Singer 1963.
2. ↑  Hamilton 2020, p. 11.
3. ↑  Gel'fand 1960.
4. ↑  Palais 1965.
5. ↑  Cartan-Schwartz 1965.
6. ↑  Atiyah & Singer 1968a.
7. ↑  Atiyah و Singer (1968a); Atiyah و Singer (1968b); Atiyah و Singer (1971a); Atiyah و Singer (1971b).
8. ↑  Novikov 1965.
9. ↑  Kirby & Siebenmann 1969.
10. ↑  Thom 1956.
11. ↑  Atiyah 1970.
12. ↑  Singer 1971.
13. ↑  Kasparov 1972.
14. ↑  Atiyah, Bott & Patodi 1973.
15. ↑  Melrose 1993.
16. ↑  Sullivan 1979.
17. ↑  Getzler.
18. ↑  Witten 1982.
19. ↑  Teleman 1983.
20. ↑  Teleman 1984.
21. ↑  Connes 1986.
22. ↑  Donaldson & Sullivan 1989.
23. ↑  Connes & Moscovici 1990.
24. ↑  Connes, Sullivan & Teleman 1994.